# Leucaena shannonii
Leucaena shannonii är en ärtväxtart som beskrevs av John Donnell Smith. Leucaena shannonii ingår i släktet Leucaena och familjen ärtväxter. Utöver nominatformen finns också underarten L. s. shannonii.